# 매리코파군

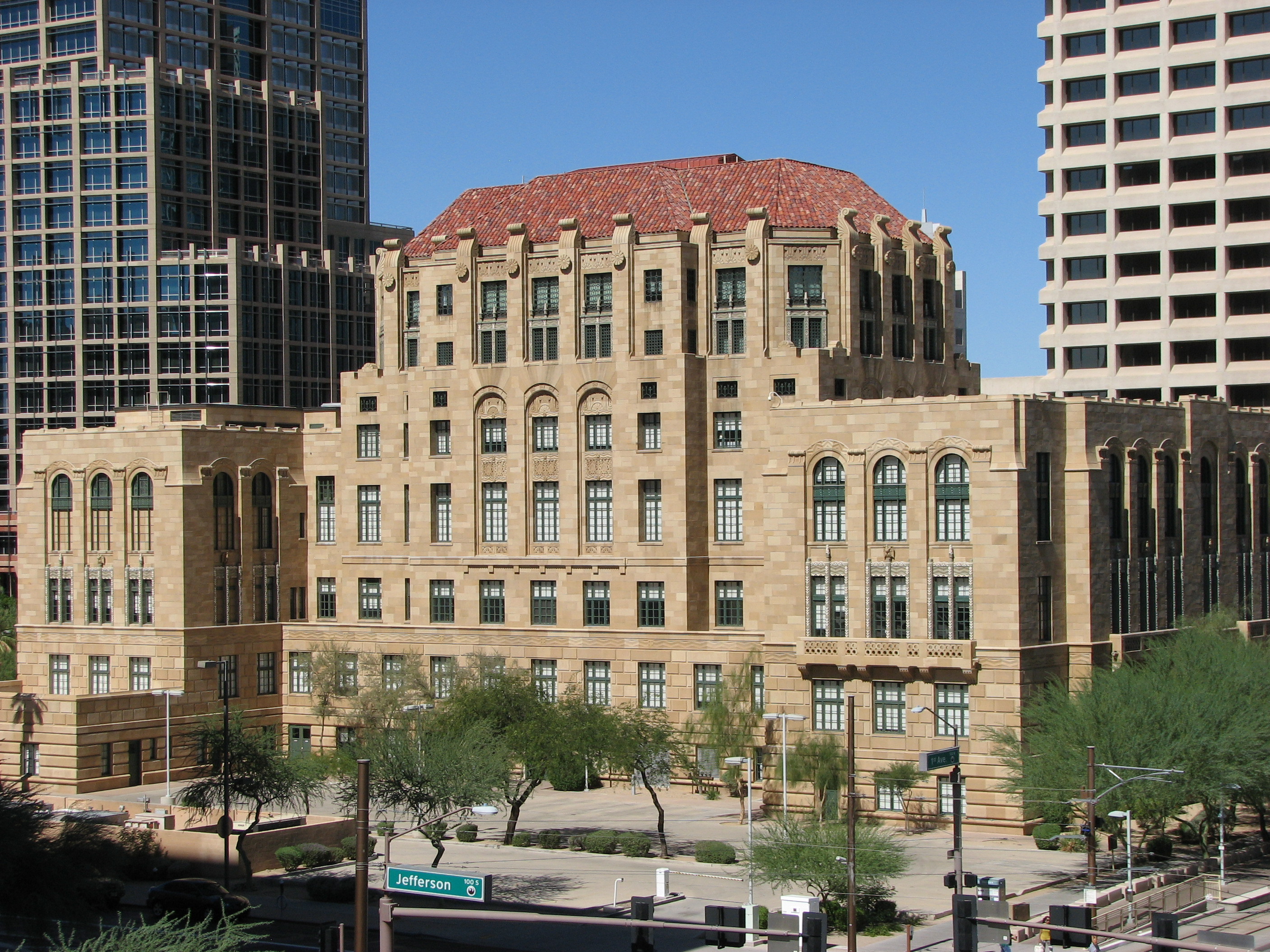

매리코파 군의 위치

매리코파군(영어: Maricopa County)은 미국 서부 애리조나주에 있는 군이다. 면적 23,836 km2, 인구 4,023,132(2009). 군청은 피닉스에 있다.
애리조나주 중남부의 솔트 강과 힐라 강 유역의 오아시스 지대에 위치한다. 1871년 피머군과 얘버파이 군의 일부가 이관되어 설정되었고, 명칭은 토착의 인디언 부족명(마리코파족)에서 유래한다. 19세기 후반, 애리조나 준주의 주도가 피닉스로 결정되면서 준주의 중심지로 발전하기 시작했고, 20세기 중반 이후 피닉스와 주변 지역으로 인구 유입이 활발해지면서 급격히 성장하여 2009년 인구는 400만이 넘었으며, 미국 전역에서 4번째로 인구가 많은 군이 되었다. 애리조나주 인구의 반 이상이 집중되어 있는 최대의 중심지로, 피닉스 및 주변에 메사, 글렌데일, 스코츠데일, 챈들러, 템피 등의 도시가 집중되어 있어 군 전역이 피닉스 대도시권의 일부를 형성하고 있다. 매우 건조한 지역으로 사막 지역도 꽤 넓게 분포하나 관개 시설이 된 곳에서는 농산물 재배도 활발하다.

## 인구
| 인구조사                                                      | 인구      | Note | %±     |
| ------------------------------------------------------------- | --------- | ---- | ------ |
| 1880년                                                        | 5,689     |      | —      |
| 1890년                                                        | 10,986    |      | 93.1%  |
| 1900년                                                        | 20,457    |      | 86.2%  |
| 1910년                                                        | 34,488    |      | 68.6%  |
| 1920년                                                        | 89,576    |      | 159.7% |
| 1930년                                                        | 150,970   |      | 68.5%  |
| 1940년                                                        | 186,193   |      | 23.3%  |
| 1950년                                                        | 331,770   |      | 78.2%  |
| 1960년                                                        | 663,510   |      | 100.0% |
| 1970년                                                        | 971,228   |      | 46.4%  |
| 1980년                                                        | 1,509,175 |      | 55.4%  |
| 1990년                                                        | 2,122,101 |      | 40.6%  |
| 2000년                                                        | 3,072,149 |      | 44.8%  |
| 2010년                                                        | 3,817,117 |      | 24.2%  |
| 2020년                                                        | 4,420,568 |      | 15.8%  |
| U.S. Decennial Census 1790–1960 1900–1990 1990–2000 2010–2018 |           |      |        |